# 酪蛋白氨基酸
酪蛋白氨基酸（英语：Casamino acid）也称酪蛋白水解物，是酪蛋白经酸水解产生的微小肽与氨基酸的混合物。胰蛋白胨与酪蛋白氨基酸类似，但前者是经过胰蛋白酶酶促降解的酪蛋白，并在游离氨基酸旁边留下许多较小的肽链。
酪蛋白氨基酸可用作微生物生长培养基的成分，以支持蛋白质合成。然而，在用硫酸或盐酸消化酪蛋白时，色氨酸（必需氨基酸）会丢失。这种丰富的氮源可以改变微生物的表型，例如与典型的环境行为相比，细菌会识别营养丰富的培养基并降低其运动能力。